# Jeremiah Franco
Jeremiah Franco ist ein US-amerikanischer Filmproduzent, Kameramann und Schauspieler.

## Leben
Franco übernahm ab 2009 die Tätigkeiten eines Kameramanns in einer Vielzahl von Kurzfilmen. Es folgten 2010 der Spielfilm Project Nine und 2012 der Spielfilm Bikini Spring Break. Er war für die Produktion des Low-Budget-Tierhorrorfilms Rise of the Animals – Mensch vs. Biest verantwortlich, in dem er darüber hinaus als Kameramann fungierte und eine Nebenrolle übernahm. In einigen Filmen übernahm er Nebenrollen, zuletzt 2017 in Luminous.

## Filmografie

### Produktion
- 2011: Rise of the Animals – Mensch vs. Biest (Rise of the Animals)

### Kamera
- 2009: Graduation Day (Kurzfilm)
- 2009: Mary’s Bathroom Camp (Kurzfilm)
- 2009: The Beast (Kurzfilm)
- 2009: James Parker and the Rise of the Fourth Reich (Kurzfilm)
- 2010: The Writer (Kurzfilm)
- 2010: Cop Movie (Kurzfilm)
- 2010: A Divine Comedy (Kurzfilm)
- 2010: Project Nine
- 2010: What's the Kitsch? (Kurzfilm)
- 2011: Rise of the Animals – Mensch vs. Biest (Rise of the Animals)
- 2012: Bikini Spring Break
- 2017: Luminous (Kurzfilm)

### Schauspiel
- 2010: Cop Movie (Kurzfilm)
- 2010: A Divine Comedy (Kurzfilm)
- 2011: Rise of the Animals – Mensch vs. Biest (Rise of the Animals)
- 2011: Somewhere Out West (Kurzfilm)
- 2011: Greg's Movie (Kurzfilm)
- 2017: Luminous (Kurzfilm)